# Šimon Wels

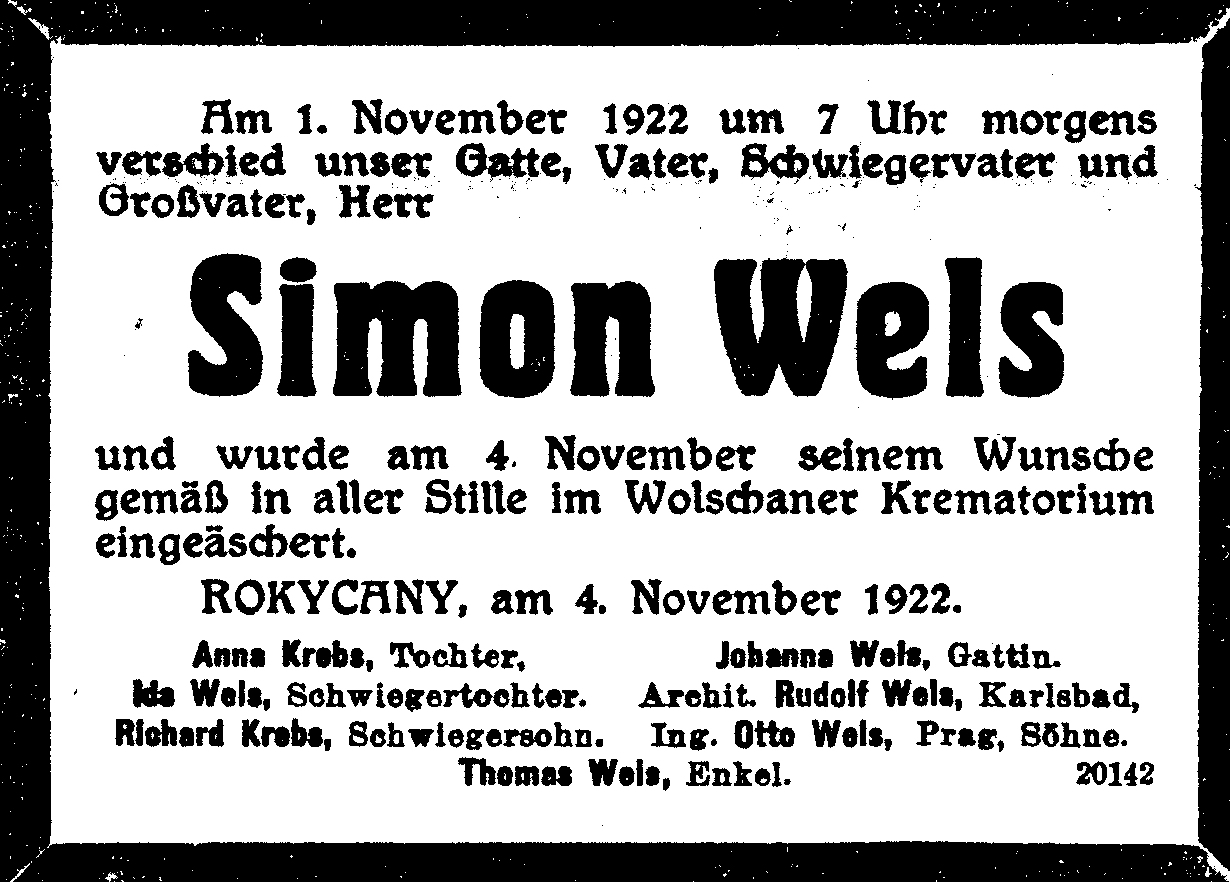
Úmrtní oznámení Šimona Welse v Prager Tagblatt

Šimon Wels alias Šimon Wedeles (20. dubna 1853 – 1. listopadu 1922) se proslavil jako spisovatel. Byl obchodníkem a pocházel z židovské rodiny Bernarda Wedelese (*1803) a Josefíny, rozené Glückaufové z Oseku u Rokycan. Prarodiči byli
Napthal Wedeles (1761 Hřešihlavy – 1824 Osek) a Rebeka (1768–1842).
Jeho nejznámější dílo je autobiografická kniha U Bernatů.
Vyšla v Česku roku 1987 jako samizdat, roku 1993 v nakladatelství Torst a roku 2011 v nakladatelství Triáda s upraveným názvem U Bernatů.
Z prvního manželství s Anežkou, rozenou Roubíčkovou, se narodil Rudolf Wels (1882–1944). Po předčasné smrti Anežky  v roce 1883, se po čtyřech letech znovu oženil, a to s Johanou, rozenou Müllerovou. Z tohoto svazku měl dceru Annu (1891–1942), později provdanou Krebsovou a syna Ottu (1895–1945). Šimon Wels se kolem roku 1914 přestěhoval do Rokycan, kde bydlel v čp. 248. Zemřel 1. 11. 1922 v Rokycanech. Kremace (na tu dobu moderní záležitost) proběhla v Praze. Urna byla uložena do společného pohřebiště H1 Olšanských hřbitovů. 

## U Bernatů
Jedná se o rodinnou kroniku zahrnující paměti rodiny (Wedelesů v jejichž rodové linii se vyskytuje i jméno Wotzasek) z let 1803–1897. Doslov z roku 1939 pochází z pera Šimonova syna Rudolfa Welse, žáka světoznámého architekta Adolfa Loose.
Je významným dílem ukazujícím život venkovské židovské rodiny v západočeské vesnici Osek u Rokycan.